# Ramsés VIII
Usermaatra-Ajenamon Ramsés-Setherjepshef-Meriamón o Ramsés VIII fue el séptimo faraón de la dinastía XX de Egipto; gobernó de c. 1129 a 1126 a. C.

## Reinado
Probablemente hijo de Ramsés III. Su reinado duró menos de un año, probablemente sólo tres meses y 19 días, siendo el faraón menos conocido de esta dinastía. Solamente es conocida una fecha de su reinado, el 2.º día de I Peret del año 1.º, grabada en la tumba de Kienebu en Tebas (Egipto).

## Testimonios de su época
Referencias a su reinado se encuentran en:
- Una mención del rey en la estela de Hori en Abidos, la Estela de Berlín 2081.
- Una inscripción en la tumba de Kienebu, en Tebas.
- El nombre del rey fue inscrito en el templo de Ramsés III, en Medinet Habu.

Su tumba es la única, de los faraones de la dinastía XX, que no se ha identificado en el Valle de los Reyes. Su momia no ha sido encontrada.
Algunos eruditos han sugerido que la tumba del príncipe Mentuherjepeshef, KV19, el hijo de Ramsés IX, fue comenzada para Ramsés VIII pero resultó inadecuada cuando se proclamó rey.

## Titulatura
| Titulatura | Jeroglífico | Transliteración (transcripción) - traducción - (referencias) |

| wsr | C10 | C12 | G25 | Aa1 · n |

| wsr | C10 | C12 | G25 | Aa1 · n |

| wsr | C10 | C12 | G25 | Aa1 · n |

| wsr | C10 | C12 | G25 | Aa1 · n |

| wsr | C10 | C12 | G25 | Aa1 · n |

| wsr | C10 | C12 | G25 | Aa1 · n |

| wsr | C10 | C12 | G25 | Aa1 · n |

| wsr | C10 | C12 | G25 | Aa1 · n |

| wsr | C10 | C12 | G25 | Aa1 · n |

| wsr | C10 | C12 | G25 | Aa1 · n |

| wsr | C10 | C12 | G25 | Aa1 · n |

| wsr | C10 | C12 | G25 | Aa1 · n |

| wsr | C10 | C12 | G25 | Aa1 · n |

| wsr | C10 | C12 | G25 | Aa1 · n |

| wsr | C10 | C12 | G25 | Aa1 · n |

| wsr | C10 | C12 | G25 | Aa1 · n |

| N5 | C7 | C12 | N36 | F31 | s | M23 |

| N5 | C7 | C12 | N36 | F31 | s | M23 |

| N5 | C7 | C12 | N36 | F31 | s | M23 |

| N5 | C7 | C12 | N36 | F31 | s | M23 |

| N5 | C7 | C12 | N36 | F31 | s | M23 |

| N5 | C7 | C12 | N36 | F31 | s | M23 |

| N5 | C7 | C12 | N36 | F31 | s | M23 |

| N5 | C7 | C12 | N36 | F31 | s | M23 |

| N5 | C7 | C12 | N36 | F31 | s | M23 |

| N5 | C7 | C12 | N36 | F31 | s | M23 |

| N5 | C7 | C12 | N36 | F31 | s | M23 |

| N5 | C7 | C12 | N36 | F31 | s | M23 |

| N5 | C7 | C12 | N36 | F31 | s | M23 |

| N5 | C7 | C12 | N36 | F31 | s | M23 |

| N5 | C7 | C12 | N36 | F31 | s | M23 |

| N5 | C7 | C12 | N36 | F31 | s | M23 |